# Taubenturm Alte Kirchstraße 20

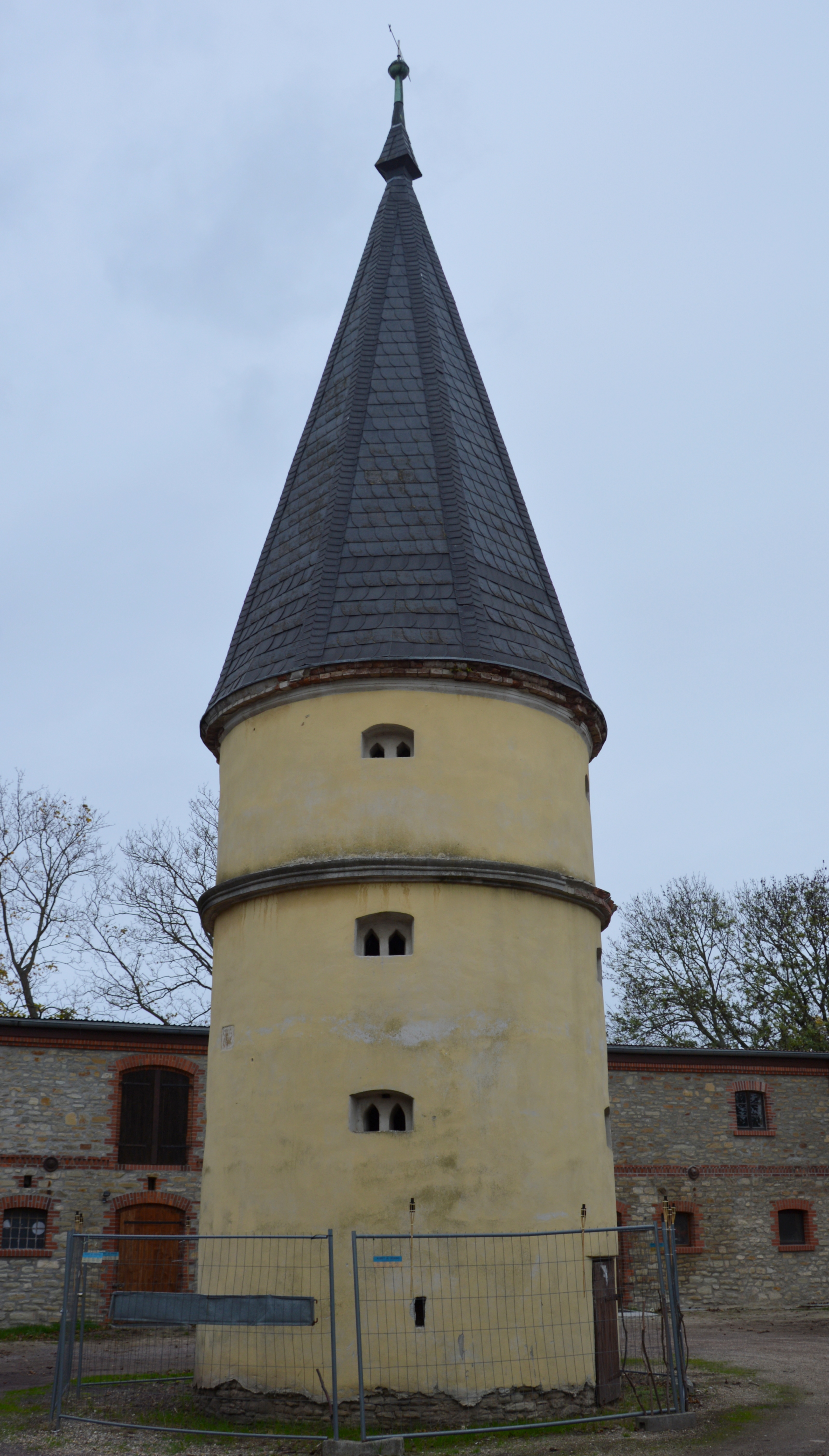
Taubenturm in Osterweddingen

Der Taubenturm Alte Kirchstraße 20 ist ein denkmalgeschützter Taubenturm im zur Gemeinde Sülzetal gehörenden Dorf Osterweddingen in Sachsen-Anhalt.
Der Taubenturm steht auf dem Hof des Grundstücks Alte Kirchstraße 20 auf der nördlichen Seite der Straße im Ortszentrum von Osterweddingen.
Der große in massiver Bauweise errichtete Turm entstand nach eine Inschrift 1742 oder 1745. Er ist verputzt und auf einem runden Grundriss errichtet. Bekrönt wird er von einem Spitzhelm. 
Im örtlichen Denkmalverzeichnis ist der Taubenturm unter der Erfassungsnummer 094 11913 als Baudenkmal verzeichnet.